# Kőnig–Rados-tétel
A Kőnig–Rados-tétel egy Kőnig Gyuláról és Rados Gusztávról elnevezett matematikai tétel.
Legyen p prím és {\displaystyle f=a_{0}+a_{1}x+\dots +a_{p-2}x^{p-2}} olyan egész együtthatós polinom, amelyre {\displaystyle a_{0}\not \equiv 0{\pmod {p}}}. Ekkor az {\displaystyle f(x)\equiv 0{\pmod {p}}} kongruencia megoldásszáma p –- r(A) –- 1, ahol r(A) az alábbi (p –- 1) × (p –- 1)-es ciklikus mátrixának modulo p vett rangját jelöli:
{\displaystyle A={\begin{pmatrix}a_{0}&a_{1}&\dots &a_{p-2}\\a_{p-2}&a_{0}&\dots &a_{p-3}\\\vdots &\vdots &\ddots &\vdots \\a_{1}&a_{2}&\dots &a_{0}\end{pmatrix}}}
Megjegyzés: A tételből következik, a kongruencia akkor és csak akkor oldható meg, ha a rang {\displaystyle p-1}-nél kisebb, vagyis a determináns 0 ({\displaystyle r(A)=p-1} esetén a megoldásszám {\displaystyle (p-1)-(p-1)=0}).